# Érythrée (province)
Pour les articles homonymes, voir Érythrée (homonymie).
État fédéré à l'Éthiopie depuis 1952 au sein de la Fédération de l'Éthiopie et de l'Érythrée, l'Érythrée devient en 1962 une province éthiopienne : la province d'Érythrée. À la suite d'une guerre, elle fera sécession en 1993 en tant qu'État d'Érythrée.

## Histoire

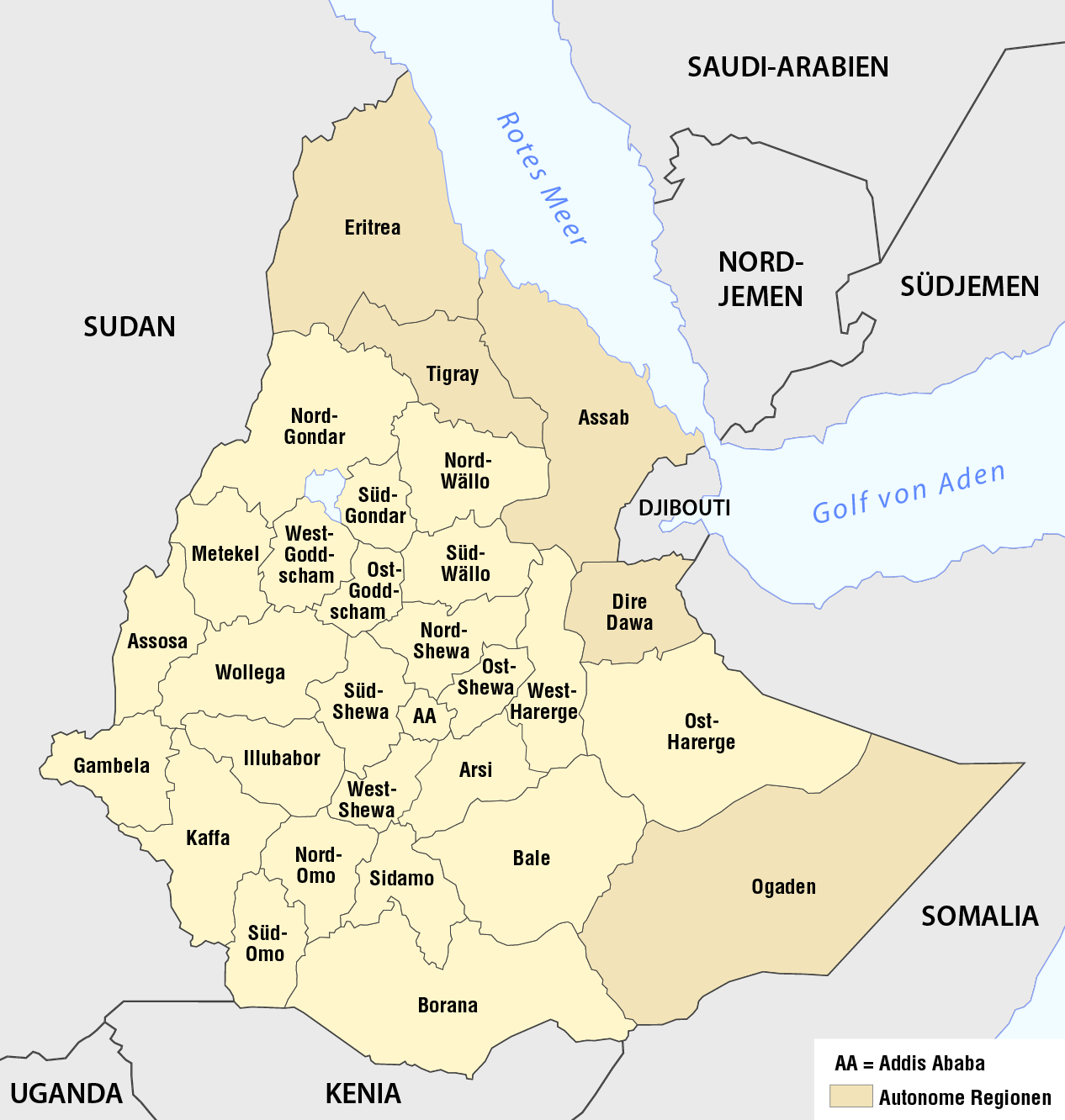
Carte des 30 régions d'Éthiopie entre 1987 et 1991 sous la République démocratique populaire d'Éthiopie, dont les au nord.

## Subdivisions
Huit anciennes provinces datant de l'Érythrée italienne sont conservées à l'époque de la fédération avec l'Éthiopie et subsistent entre 1962 et 1993 en tant que subdivisions administratives (awrajas ?) de la province éthiopienne[réf. souhaitée].
| Ancienne province | Ancienne capitale | Répartition dans les régions actuelles |
| ----------------- | ----------------- | -------------------------------------- |
| Akele Guzay (en)  |                   | Semien-Keih-Bahri Debub-Keih-Bahri     |
| Barka             | Agordat           | Gash-Barka Anseba                      |
| Denkalia          | Assab             | Semien-Keih-Bahri Debub-Keih-Bahri     |
| Hamasien          | Asmara            | Maekel                                 |
| Sahel             | Nakfa             | Semien-Keih-Bahri                      |
| Semhar            | Massaoua          | Semien-Keih-Bahri                      |
| Senhit            | Keren             | Anseba                                 |
| Seraye (en)       |                   | Debub Gash-Barka                       |